# Bernard Haillant
 (octobre 2014).
Si vous disposez d'ouvrages ou d'articles de référence ou si vous connaissez des sites web de qualité traitant du thème abordé ici, merci de compléter l'article en donnant les références utiles à sa vérifiabilité et en les liant à la section « Notes et références ».
Bernard Haillant est un chanteur français né à Nancy le 24 septembre 1944 et mort à Paris le 17 avril 2002.

## Carrière
En 1964, Bel Air/Barclay édite son premier 45 tours personnel.
En 1975, il interprète les chansons du spectacle de Robert Hossein La Prodigieuse aventure du Cuirassé Potemkine composées par Maxime Leforestier et Yvan Dautin/Alain Ledouarin, qui feront l’objet d’un 45 tours chez AZ.
Bernard Haillant fonde le groupe Crëche avec Jo Akepsimas, Mannick, Jean Humenry et Gaëtan de Courrèges en 1969. Il mène parallèlement une carrière d'auteur-compositeur-interprète et enregistre une dizaine d'albums solo. Il reçoit le Grand Prix International du Disque de l'Académie Charles-Cros pour son album Des mots chair, des mots sang en mars 1982, ainsi que le Coup de cœur de cette même Académie pour L'homme en couleur en 2001.
Durant cette période, en 1971, il enregistre son premier 33 tours, puis en 1974, Les riches heures du temps qui passe.
En 1976 paraît Petite sœur des îles. Viendront ensuite :
- en 1979 : Ballades d’un arlequin' ;
- en 1981 : Des mots chair, des mots sang, qui a obtenu le Grand Prix du disque Charles Cros ;
- en 1984 : Du vent, des larmes et autres berceuses, dont est extrait « L'homme qui pleure », qui est souvent repris.

En 1987, Bernard Haillant crée une œuvre originale : il sort du format chanson, réalisant un oratorio pour soliste, chœurs et orchestre qu’il intitule Remonter la rivière, cri poème symphonique, où il fait un retour sur son enfance, sa jeunesse et sur la mort, en particulier celle de sa mère.
Une compilation de 22 chansons parues entre 1972 et 1985, intitulée Une oreille dans l'dos, sort en CD en 1991, récompensé par un "CHOC" du Monde de la Musique.
Une collaboration musicale avec le saxophoniste Claude Georgel se concrétise par l'album Comme en scène en 1996.
L'homme en couleur, dernier opus, est sorti le 30 mars 2001.
Il donne son dernier spectacle au festival « Chansons de parole » de Barjac en juillet 2001. Il repose au cimetière parisien d'Ivry (19e division).

## Discographie

### Son œuvre

#### Albums
- 1972 : Bernard Haillant - avec Nancy Davis Osthues et le groupe Crëche
- 1974 : Les riches heures du temps qui passe
- 1976 : Petite sœur des îles
- 1979 : Ballades d'un Arlequin
- 1981 : Des mots chair, des mots sang - Grand Prix de l'Académie Charles-Cros 1982
- 1984 : Du vent, des larmes et autres berceuses
- 1985 : Au 24 septembre...  ...20 et 20 font 40 ! - Enregistrements publics
- 1987 : Remonter la rivière - Cri-poème symphonique
- 1996 : Comme en scène
- 2001 : L'homme en couleur - Coup de cœur de l'Académie Charles-Cros 2001

#### Compilation et coffret
- 1991 : Une oreille dans l'dos  - Compilation - Choc du Monde de la Musique
- 2007 : Je vous enchanterais les mots  - Coffret reprenant les huit premiers albums de Bernard Haillant

#### 45 tours
- 1963 : Les Baladins
- 1964 : Mille boules de neige
- 1968 : Mes enfants[2]
- 1970 : Le jour où nous serons vieux

#### Autres
- 1971 : Pacifique Boom - 33 tours hors catalogue pressé à l'issue du rassemblement scout "Pacifique Boom II" de 1971 qui a eu lieu à Tahiti.
- 1971 : Chansons ouvrières
- 1971 : Chansons ouvrières nº 2
- 1972 : Soleil d'une espérance
- 1972 : Guerre à la guerre
- 1972 : Le bal d'Hortense[3]
- 1975 : La prodigieuse aventure du cuirassé Potemkine
- 1978 : Tri La Ritron par Jacqueline Farreyrol, arrangements Bernard Haillant. Grand prix du disque Charles Cros
- 1979 : Mon île par Jacqueline Farreyrol, arrangements Bernard Haillant
- 1979 : Chante ta vie par Jacqueline Farreyrol, arrangements Bernard Haillant
- 1981 : La forêt des hommes par Angélique Ionatos, arrangements Bernard Haillant
- 1986 : Derrière le rideau de chair - Orchestrations et instruments pour un disque d'Yves Marchal
- 1990 : L'âme-hors Morice Benin - Cassette pour prendre le large 8
- 1995 : Notes en bulles volume 2 - CD Festival d'Artigues 1995
- 2001 : Chanson et utopie - CD Festival Chansons de paroles, Barjac 2001
- 2000 : 32+32=2000 avec le village d'Annay marié à Bernard Haillant Action mise en scène dans l'espace social par Jean Bojko/ TéATr'éPROUVèTe
- 2006 : Tranches de scènes Chansons en stock n° 3 - autour de Claude Semal - DVD
- 2007 : Tranches de scènes Chansons en stock n° 4 - autour de Serge Utgé-Royo - DVD
- 2008 : Ils ont chanté ses mots - plus de vingt artistes ont interprété les chansons de Bernard Haillant le 4 décembre 2007 - DVD

### Avec le groupe Crëche

#### 45 tours
- 1972 : Le Roi Arthur, Entrez dans la danse

#### 33 tours
- 1973 : album Crëche, Studio SM
- 1975 : album Crëche à l'Olympia, Studio SM
- 1977 : album Groupe Crëche, AZ